# Малиновский, Борис Петрович
Борис Петрович Малиновский (16.01.1907 — ?) — военный специалист в области связи, инженер-полковник, лауреат Сталинской премии 1952 года.
Родился 16.01.1907 в Москве.
В 1930 году выпустил несколько брошюр для радиолюбителей:
- Мир звуков [Текст] / Б. Малиновский. — [Москва] : Гос. изд-во, 1930 (тип. «Гудок»). — (3-28), [2] с. : ил.; 18х13 см. — (Библиотека газеты Радио в деревне).
- Детекторный приемник [Текст] / Б. Малиновский. — [Москва] : Молодая гвардия, 1930 (тип. «Рабочий ленинец»). — 8 с. : ил., черт.; 18х13 см.
- Одноламповый приемник [Текст] / Б. Малиновский. — [Москва] : Молодая гвардия, 1930 (тип. «Рабочий ленинец»). — 10, [2] с. : черт.; 17х12 см.
- Математика радиолюбителя [Текст] / Б. Малиновский. — Москва : изд-во МОСПС «Труд и книга», 1930 («Мосполиграф», 18 тип. им. М. И. Рогова). — 46, [4] с., [2] с. объявл. : черт., граф.; 22х15 см.
- Радиоакустика [Текст] / Б. Малиновский ; О-во друзей радио. — Москва : Госиздат, 1930 (тип. «Гудок»). — 75 с. : ил.; 17х12 см.

С начала 1930 гг. работал в военном НИИ, который назывался Научно-испытательный институт связи (НИИС) РККА, с января 1933 г. НИИ связи и электромеханики (НИИСЭМ) РККА, с 1934 года Научно-испытательный институт связи РККА им. Ворошилова (НИИС), с 1938 г. Научно-испытательный институт связи и особой техники — НИИСТ.
В 1933 году вместе с Исаем Герцевичем Кляцкиным создал аппарат засекречивания телеграфных передач системы «КИМ-2».
В конце 1934 года возглавил работы по созданию телекодов.
С 1939 года служил в ГК НИИ ВВС КА.
В 1940 году утверждён в учёном звании доцента по кафедре «Основы радиотехники». Преподавал на отдельном военном факультете связи РККА Московского института инженеров связи (МИИС).
Дата окончания военной службы: 01.04.1961.
Лауреат Сталинской премии 1952 года в области науки — за исследования в области техники.
Награждён двумя орденами Красной Звезды (18.08.1945, 05.11.1954), медалями «За боевые заслуги» (15.11.1950), «За победу над Германией в Великой Отечественной войне 1941—1945 гг.».